# Hoot Owl
Hoot Owl es un pueblo ubicado en el condado de Mayes en el estado estadounidense de Oklahoma. En el año 2010 tenía una población de 	4 habitantes y una densidad poblacional de 20 personas por km².

## Geografía
Hoot Owl se encuentra ubicado en las coordenadas 36°21′36″N 95°07′18″O / 36.360034, -95.12161. Según la Oficina del Censo de los Estados Unidos, Hoot Owl tiene una superficie total de 0,1 mi² (0,3 km²), de la cual 0,1 mi² (0,3 km²) corresponden a tierra firme y 0 mi² (0 km²) es agua.